# ワールドトライアウト
ワールドトライアウトは、かつて株式会社WorldTryoutが企画し、2019年11月に初めて行われた、プロ野球入団希望者を対象としたトライアウト（入団テスト）イベントである。
これまでも、NPBで戦力外になった選手などを対象とした『12球団合同トライアウト』が行われていたが、このトライアウトはNPBだけでなく、独立リーグ、アマチュア野球、マイナーリーグなどにも広く門戸を開放してプロ野球入団を目指すとともに、優秀選手にはクラウドファンディングを活用し、国内のプロ野球や独立リーグ、または外国リーグへの挑戦権を与え、クラウドファンディング資金を野球用具の提供や、国外への渡航資金などに充当するとしている。
初開催となる2019年は、当時執行猶予中の元プロ野球選手・清原和博を監督に起用したり、アンバサダーに野球漫画『MAJOR』の主人公・茂野吾郎が就任するなどして話題を呼んだ。
2019年は試合形式で行われたが、コロナ禍の影響で、2020年以降はコンバイン（スペック測定会）形式で行われている。2022年以降は特にアナウンスもなく未開催の状態が続いており、本トライアウトのプロデューサーを務めていた田中聡は2024年1月の取材に対し、「ワールドトライアウトが未開催のままなのはコロナ禍が1番の理由です」と回答している。

## 開催実績
- WorldTryout2019
  - 開催日：2019年11月30日　開催地：明治神宮野球場
  - 主な参加選手：横山貴明、高木勇人、友永翔太、白根尚貴、ヘクター・ゴメス（英語版）、アンソニー・ガルシア、佐野太河、根本和也、渡辺明貴、箭内翔太、速水隆成
  - 監督：清原和博　コーチ：片岡篤史（打撃）、入来祐作（投手）
  - 11月7日にサーティーフォー保土ヶ谷球場にて予選トライアウトを開催
- WorldTryout 2020 Combine
  - 開催日：2020年12月11日　開催地：神宮室内練習場
  - 主な参加選手：高野圭佑
- World Tryout 2021
  - 開催日：2021年12月10日　開催地：東京ドームシティ スポドリ!レンタルフィールド
  - 主な参加選手：牧田和久、小川龍也